# Germain Félix Tennet de Laubadère
Pour les articles homonymes, voir Tennet et Laubadère.
Germain Félix Tenet de Laubadère, né le 20 février 1749 à Bassoues (Gascogne) et mort le 8 août 1799 à Rouen (Seine-Maritime), est un général de division de la Révolution française.
Il est le frère du général Joseph Marie Tenet de Laubadère (1745-1809).

## Biographie
Il entre en service en 1772, comme volontaire dans le régiment d’Auvergne infanterie, et il passe sous-lieutenant en 1773. Il participe à la guerre d’indépendance américaine de 1780 à 1783. Il est nommé capitaine le 4 juillet 1784, et chevalier de Saint-Louis. Il devient lieutenant-colonel en février 1792, au 12e régiment d’infanterie de ligne
Nommé colonel commandant le 30e régiment d’infanterie de ligne le 26 octobre 1792, il fait en cette qualité les campagnes à l’avant-garde de l’armée de la Moselle. Il est promu général de brigade le 8 mars 1793, et il est blessé le 9 juin 1793, au combat d’Arlon. Le 30 juin 1793, il est élevé au grade de général de division, et le 2 août suivant il prend le commandement de Calais.
En avril 1794, il est affecté à l’armée du Nord, et le 19 juillet, il est appelé au commandement de la 12e division militaire. Le 5 décembre 1794, il commande la 1re division de l’armée du Nord. En janvier 1795, il commande les côtes de la Somme, et le 6 septembre 1796, il prend le commandement de la 15e division militaire à Rouen.

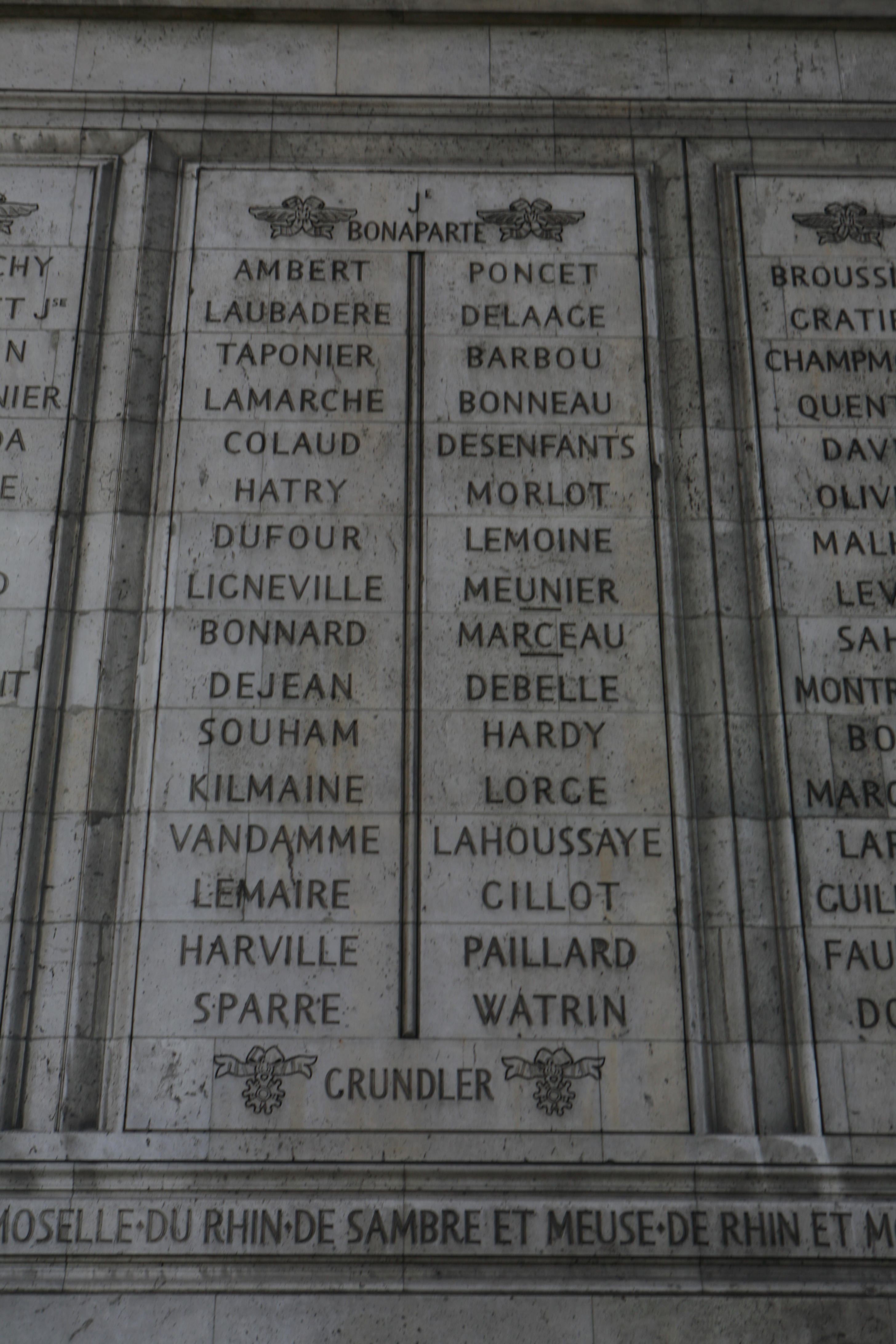
Noms gravés sous l'arc de triomphe de l'Étoile : pilier Nord, 5e et 6e colonnes.

Il meurt le 8 août 1799 à Rouen.

## Distinctions
- Chevalier de l'ordre royal et militaire de Saint-Louis

## Sources
- (en) « Generals Who Served in the French Army during the Period 1789 - 1814: Eberle to Exelmans »
- Baptiste-Pierre Courcelles, Dictionnaire historique et biographique des généraux français : depuis le onzième siècle jusqu'en 1822, vol.6, l’Auteur, 1822, 564 p. (lire en ligne), p. 244.
- (pl) « Napoléon.org.pl »
- Georges Six, Dictionnaire biographique des généraux & amiraux français de la Révolution et de l'Empire (1792-1814) Paris : Librairie G. Saffroy, 1934, 2 vol.